# Stadion Střelnice
Lo Stadion Střelnice, già noto come Chance Arena, è un impianto sportivo situato a Jablonec nad Nisou, in Repubblica Ceca. Usato principalmente per il calcio, è lo stadio di casa del Fotbalový klub Baumit Jablonec.
Lo stadio è stato inaugurato nel 1955 ed è omologato per la 1. liga. Il campo da gioco è completamente in erba naturale e misura 65 × 105 m. L'impianto ha una capacità totale di 6 108 posti a sedere.